# موزه هنرهای زیبای نانت
موزهٔ هنرهای زیبای نانت  (فرانسوی: Musée d'Arts de Nantes) یکی از ۱۵ موزه محلی است که طبق فرمان دولتی، در تاریخ ۱۴ ماه میوه (ماه ۱۲) در تابستان سال نُهُم از تقویم جمهوری فرانسه، برابر با ۳۱ اوت ۱۸۰۱م؛ و دوشنبه، ۹ شهریور ۱۱۸۰خ، بنا شده‌است. امروزه این موزه یکی از بزرگترین موزه‌های محلی در فرانسه است. از تاریخ اکتبر سال ۱۹۷۵م، نمای خارجی، سقف و پله های ساختمان موزه، به عنوان بنای تاریخی، ثبت و تحت حفاظت قرار گرفتند.
 در ۱۸ دسامبر سال ۲۰۱۱م، به منظور گسترش ساختمان موزه، که دو سال تخمین زده شده بود، درهای موزه بسته شد. اما کشف آبهای زیرزمینی در زیر بنای ساختمان، تقریباً ۴ سال، بازگشایی موزه را به تعویق انداخت. سرانجام پس از تغییر نام به موزه هنر نانت، درتاریخ ۲۳ ژوئن سال ۲۰۱۳م، درهای موزه برای بازدید عمومی بازگشایی شد.